# Teorema de Lindelöf
Na matemática, o teorema de Lindelöf é um resultado da análise complexa, do matemático finlandês Ernst Leonard Lindelöf. Onde ele afirma que uma função holomorfa na meia-tira, no plano complexo que é delimitada no limite da fita, e não cresce "muito rápido" na direção ilimitada, deve permanecer limitada em toda a fita. O resultado é útil no estudo da função zeta de Riemann, e é um caso especial do Princípio de Phragmén–Lindelöf.

## Demonstração do teorema
Deixe Ω ser um meia-tira no plano complexo:
{\displaystyle \Omega =\{z\in \mathbb {C} |x_{1}\leq \mathrm {Re} (z)\leq x_{2}{\text{ and }}\mathrm {Im} (z)\geq y_{0}\}\subsetneq \mathbb {C} .\,}
Suponha que ƒ seja uma  função holomorfa (i.e. analítico) em Ω e que existem constantes M, A e B tais que
{\displaystyle |f(z)|\leq M{\text{ for all }}z\in \partial \Omega \,}
e
{\displaystyle {\frac {|f(x+iy)|}{y^{A}}}\leq B{\text{ for all }}x+iy\in \Omega .\,}
Então f é limitada por M em todos Ω:
{\displaystyle |f(z)|\leq M{\text{ for all }}z\in \Omega .\,}

## Prova
Fixar um ponto {\displaystyle \xi =\sigma +i\tau } no interior de {\displaystyle \Omega }. Escolha {\displaystyle \lambda >-y_{0}}, um número inteiro {\displaystyle N>A} e {\displaystyle y_{1}>\tau } grande o suficiente tal que
{\displaystyle {\frac {By_{1}^{A}}{(y_{1}+\lambda )^{N}}}\leq {\frac {M}{(y_{0}+\lambda )^{N}}}}. Aplicando o princípio do módulo máximo para a função {\displaystyle g(z)={\frac {f(z)}{(z+i\lambda )^{N}}}} e
a área retangular que {\displaystyle \{z\in \mathbb {C} |x_{1}\leq \mathrm {Re} (z)\leq x_{2}{\text{ and }}y_{0}\leq \mathrm {Im} (z)\leq y_{1}\}} onde podemos obter {\displaystyle |g(\xi )|\leq {\frac {M}{(y_{0}+\lambda )^{N}}}}, isto é, {\displaystyle |f(\xi )|\leq M\left({\frac {|\xi +\lambda |}{y_{0}+\lambda }}\right)^{N}}. Deixando {\displaystyle \lambda \rightarrow +\infty } rendimentos 
{\displaystyle |f(\xi )|\leq M} conforme necessário.